# Le Psy d'Hollywood
Pour plus de détails, voir Fiche technique et Distribution.
Le Psy d'Hollywood (Shrink) est un film américain de Jonas Pate sorti en 2009. Il est sorti directement en DVD en France.

## Synopsis
Le Dr Henry Carter est psychiatre pour célébrités ; depuis qu'il a perdu sa femme, il fume du cannabis à longueur de journée et doute de ses capacités à aider ses patients.

## Fiche technique
- Titre original : Shrink
- Titre français : Le Psy d'Hollywood
- Genre : Comédie dramatique
- Réalisation : Jonas Pate
- Producteur : Braxton Pope et Kevin Spacey
- Société de production : Ignite Entertainment, Ithaka Entertainment, Trigger Street Productions
- Scénario : Thomas Moffett
- Budget : 5,1 millions[2]
- Dates de sortie :  France : 12 juillet 2010 (direct-to-DVD)

## Distribution

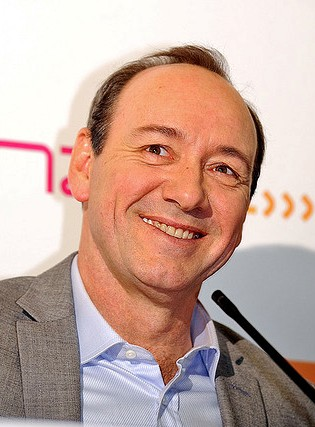
L'acteur principal Kevin Spacey, l'année de sortie du film.

- Kevin Spacey (VF : Gabriel Le Doze) : Dr Henry Carter
- Mark Webber (VF : Alexandre Gillet) : Jeremy
- Robin Williams (VF : Michel Papineschi) : Jack Holden
- Saffron Burrows (VF : Déborah Perret) : Kate Amberson
- Jack Huston : Shamus
- Joel Gretsch (VF : Arnaud Arbessier) : Evan
- Jesse Plemons (VF : Yoann Sover) : Jésus, le dealer
- Pell James : Daisy, l’assistance de Patrick
- Dallas Roberts  (VF : Alexis Victor) : Patrick
- Keke Palmer (VF : Dorothée Pousséo) : Jemma
- Brian Palermo (VF : Yannick Blivet) : Mitch
- Ike Barinholtz : Steve
- Oswald Jowenstein : l'homme à l’hôpital
- Sierra McClain : Carina

VF : Version Française sur RS Doublage